# 蒼色輪廻
蒼色輪廻（あおいろりんね）とは、美遊から2004年4月23日に発売されたアダルトゲーム。

## 解説
自殺寸前の青年の人生と、異なる世界線で異世界を旅する少女の人生の交錯を描いたアドベンチャーゲーム。
本作は、二つの世界を行き来する「時空跳躍システム」、主人公が死亡した際に人生を巻き戻してやり直す「走馬灯システム」、やり直した人生の分岐点で別の選択を可能とする「鍵システム」の3つのシステムが搭載されている。

## あらすじ
主人公の堂浦聡は自殺しようとしていたところ、奇妙な衣装を着たインフィニティーという少女に出会い、生活が一変する。
追い詰められたその時、彼は彼女から授けられた異世界への移動能力によって、その世界に足を踏み入れた。

## 登場人物
堂浦 聡（どうら さとし）
本作の主人公。鬱屈とした勘定を抱えながら日々を過ごし、かつて付き合っていた風俗嬢の失踪により自殺を考えていたところ、インフィニティーと出会う。
インフィニティー
自殺しようとしていた聡が出会った謎の少女。他者の心を覗く力を持っている。「彼女を手に入れると世界を支配できる」と思い込んだある権力者から追われている。
時野 美樹（ときの みき）
聡の高校時代の同級生で、現在は不動産で働いている。聡から一方的に好意を寄せられていたものの、聡とは会話したことがない。
桜野 遥香（さくらの はるか）
聡の住むアパートの大家の娘。借金取りに屈しないなど度胸がある一方、聡に好意を抱いており、聡に対しては優しく接する。
瑠璃垣 美咲（るりがき みさき）
聡のかつての実家の隣家に住んでいた年上の女性。聡が神之薗グループの借金取りに追われていることを知り、神之薗グループとの対決を決意する。
山田 仁奈（やまだ にーな）
声：みる
神之薗秀人の妾の子。
神之薗 秀人
悪徳金融業者の神之薗グループ代表。父系家族だが、秀人に男子ができなかったため、仁奈の婿養子が後継者になるのではないかと周囲からうわさされている。
浅黄 智之
声：広野大地

### 異世界
サティー・ドーラ
奴隷階級出身ながらも覇王の印という刻印を持つ女性。催淫作用のある寄生虫を操る「蠱術」を用いる。
レオナ・ラダーピック
大公国の兵士。異世界の牢獄に囚われていた聡を救い出すが、隙あらば殺そうと考えている。
リリス・コパーポット
聡を追う予言者兼吟遊詩人。
ワン・シャオシィ
大公国の守護者である魔法使い。
ジオット・アスモデウス41世
声：みる
大公国の対抗勢力である冥王府の女王。
ゲオルグ・ウィルヘルム3世
声：広野大地

## スタッフ
- 原画：和馬村政
- シナリオ：蓮海才太

## 評価
ねとらぼのにゃるらは「字面だけで見るとバカゲーだが、実際は隠れた名作である」と評し、本作に搭載された3つのシステムについて、『この世の果てで恋を唄う少女YU-NO』の「A.D.M.S（オート分岐マッピング・システム）」と類似していると述べた。